# Figurine olmèque

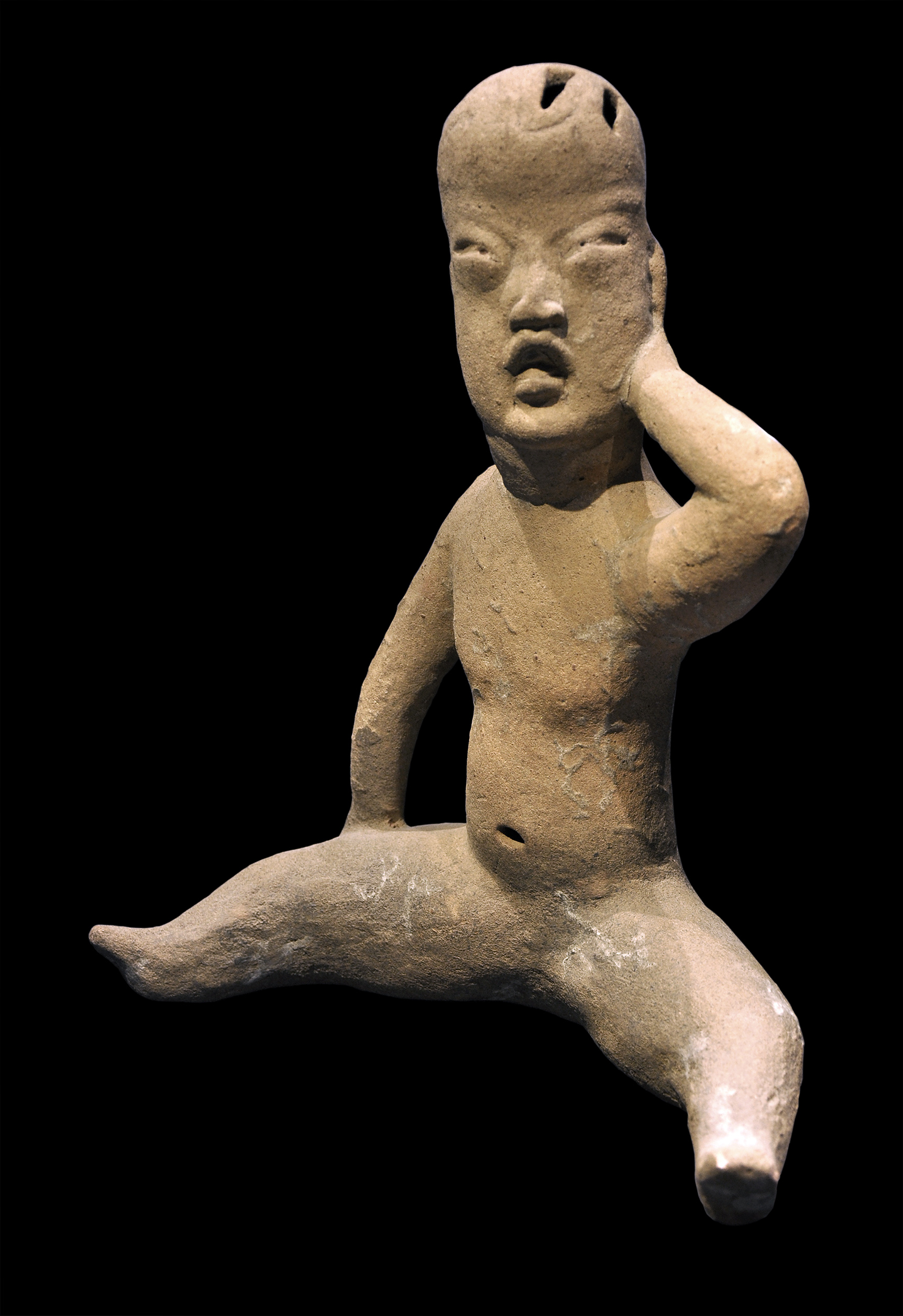
Figurine type "baby-face" de la période préclassique moyenne (900 - 400 AEC), aux Musées royaux d'Art et d'Histoire de Bruxelles.

Il y a plusieurs figurines produits par les habitants de la Mésoamérique pendant son ère préclassique. Soit que ces figurines fussent construites directement par le peuple de la zone métropolitaine olmèque ou non, elles portent des motifs et des caractéristiques de la culture olmèque. Bien que l'étendue du contrôle olmèque au-délà de leur centre d'habitation n'est pas encore connu, figurines comme celles-ci étaient répandues pendant les siècles de 1000 à 500 AEC avec une cohésion de style et de sujet partout dans la Mésoamérique.
Ces figurines servaient aux olmèques comme offrandes aux divinitées (lors de rituels ou non),pour protéger les habitations,pour les enterrements ou tout simplement en décoration.
La majorité entre eux sont simples en dessin, souvent nus ou avec peu vêtements et en terre cuite locale. La plupart de ces découvertes ne sont que des fragments : têtes, bras, torses ou jambes. Il y a aussi des figurines taillées de jade, serpentine, roche verte, basalte, et autres pierres et minéraux. Il est cru sur la base du site archéologique de El Manatí qu'il y avait aussi des figurines en bois mais si ceci est vrai aucun a survécu.
Les Olmèques et d'autres civilisations précolombiennes sont considérées comme un des peuples pionnier de l'écriture.